# HD 187923
Désignations
HD 187923 est une étoile variable suspectée de la constellation de l'Aigle. C'est une étoile sombre tout juste visible à l'œil nu, ayant une magnitude apparente de 6,148. Sur la base de la parallaxe de 37,04 mas, elle est située à ∼ 88 a.l. (∼ 27 pc) de la Terre. L'étoile se rapproche de la Terre avec une vitesse radiale héliocentrique de -20,7 km/s. Elle a un mouvement propre relativement élevé, traversant la sphère céleste à la vitesse de 0,480 par an.

## Propriétés physiques
Il s'agit d'une naine jaune avec un type spectral de G0 V. Elle présente certaines similitudes avec le Soleil et est donc considérée comme une analogue solaire. Brewer et al. (2016) estiment que l'étoile a 1,3 fois la masse du Soleil et 1,44 fois le rayon du Soleil. On pense qu'elle a environ 9 milliards d'années et tourne lentement avec une vitesse de rotation projetée de 0,1 km/s. Elle rayonne le double de la luminosité du Soleil à partir de sa photosphère à une température effective de 5 774 K. Casagrande et al. (2011) ont donné une estimation de masse beaucoup plus faible de 1,02 fois la masse du Soleil avec un âge d'environ 10,2 milliards d'années.